# Борчка
Борчка (на турски: Borçka, на грузински: ფორჩხა) е град във вилает Артвин в Черноморския регион на Турция, на границата с Грузия. Той е седалище на околия Борчка. Населението му е 11 409 (2021 г.).
До Борчка се стига по криволичещ път нагоре от брега на Черно море, покрай река Чорух. На запад от града има средновековен каменен сводест мост през реката.
Езерото Борчка е популярна екскурзионна дестинация от Артвин.